# Cholo
Cholo é um termo que é usado em alguns países da América como termo de identidade nacional e que geralmente se refere à população originária, assim como aos mestiços, com características indígenas, uma mistura de mestiço e indígena, deixando de fora os brancos ou crioulos, negros, mulatos, zambos e descendentes de asiáticos. Essa denominação corresponderia ao chamado mestiço no sistema de castas colonial.
Devido às diferenças geográficas em seu uso, interpretações errôneas na fala são possíveis; portanto, é importante saber o contexto em que este termo é usado para atribuir um significado a ele. Em alguns países, é usado como um termo pejorativo devido ao racismo ou à participação em grupos do crime organizado.

## Etimologia
Do aimará chhulu que significa mestiço.

## Introdução e generalidades

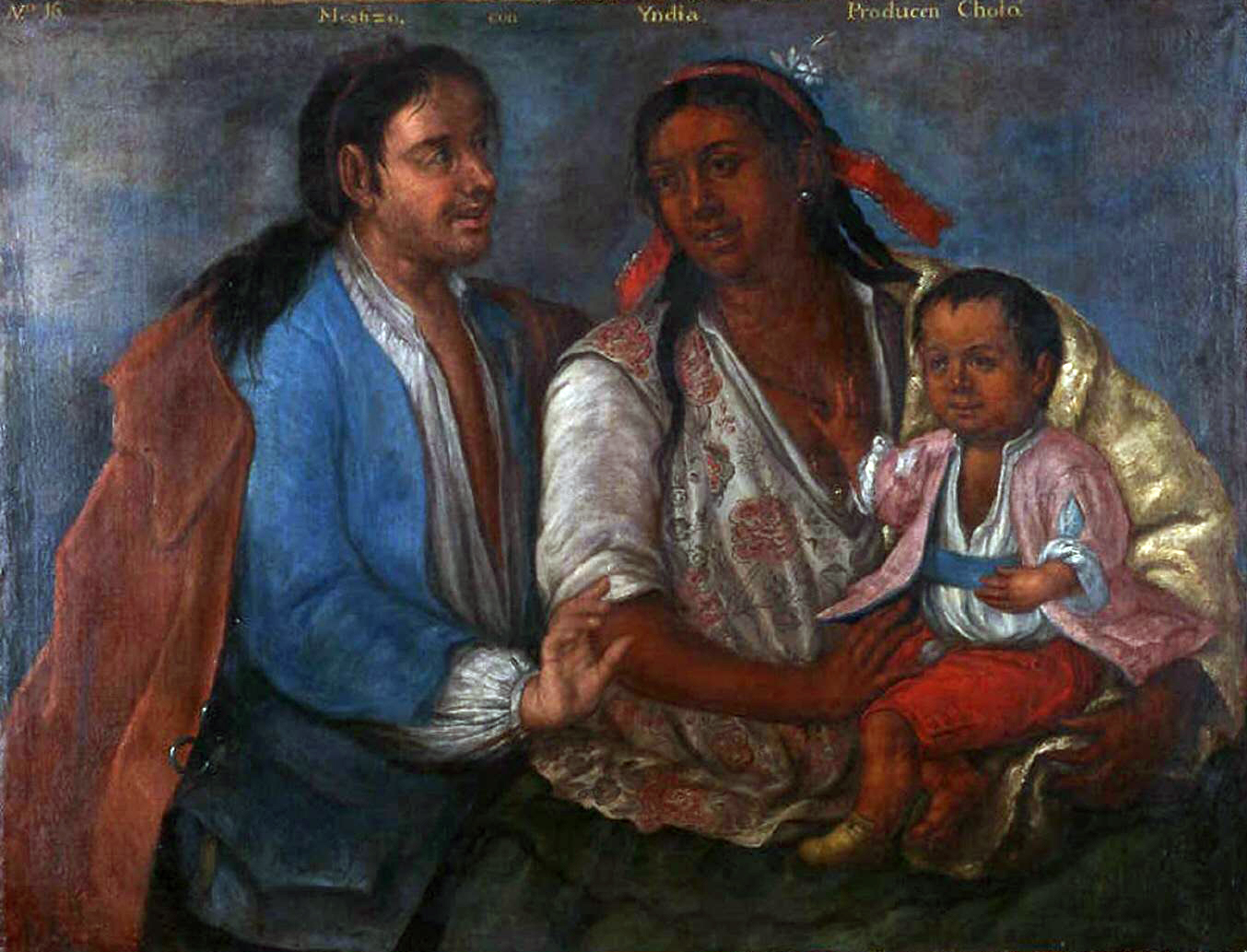
Nº 16. Mestizo con Yndia. Producen Cholo. Pintura de castas atribuida a Cristóbal Lozano e oficina, 1771-1776. Museu Nacional de Antropologia (Madrid).

Comparando-o com o uso moderno, conclui-se que o uso do termo "cholo" restringia-se aos rótulos raciais. Na primeira, os conquistadores espanhóis, de origem europeia, e seus descendentes, os crioulos, também caucasoides (brancos), que subjugou os ameríndios pelo uso da força durante a conquista e a colônia, referiu a eles como "índios" e para a população mestiça como "cholos", respectivamente - naquela época, eles tinham a denominação oficial de "servos livres da Coroa de Castela"; no entanto, na prática, eles eram semi-escravos e servos. Segundo outros, foi só no final da colônia que surgiu a denominação "cholo". Em qualquer caso, no século XVIII já se usava em todo o vice-reino do Peru para se referir à população mestiça. Esta denominação persistiu durante a República governada por descendentes crioulos de espanhóis. Em 1892 Ricardo Palma utilizou-o sem restrições, referindo-se aos mestiços que consideravam de raça não pura e de "categoria inferior"; no Equador Francisco Murillos Morla definiu o "índio da costa" com a palavra "cholo", um termo usado até hoje.
A cultura dos cholos (tribo urbana) surgiu principalmente em Los Angeles (Califórnia), no final dos anos 1960 e início dos anos 1970, como parte de um movimento contra a discriminação e na rejeição ao modo de vida norte-americano.

## Etimologia e origem histórica

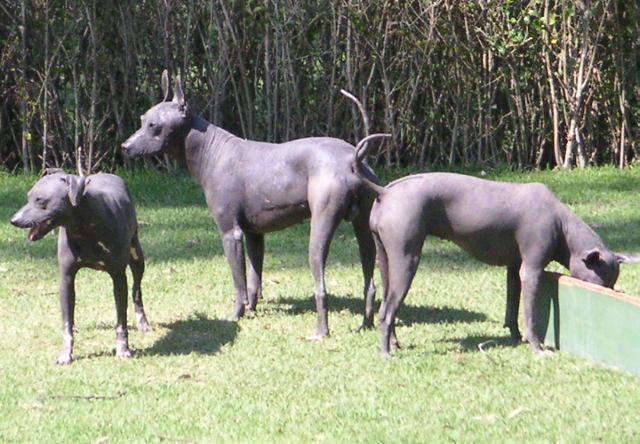
Segundo Inca Garcilaso de la Vega, a origem do termo viria do cão Xolo "por infâmia e vituperação". Atualmente os cães sem pelos são um símbolo de identidade nacional em vários países.

A primeira referência ao uso do termo "cholo" na língua espanhola apareceu no início do século XVII em Los Commentarios Reales de los Incas (1609 e 1616), do escritor peruano Inca Garcilaso de la Vega. No texto diz-se: «Ao filho de um negro e de um índio, ou de um índio com um negro, dizem mulato e mulato. Seus filhos são chamados de cholo; É uma palavra da ilha de Barlovento; significa cachorro, não dos tradicionais, mas dos muito malvados gozcones; e os espanhóis o usam para infâmia e vituperação».
Em sua obra Vocabulario en Lengua Castellana y Mexicana (1571), Fray Alonso de Molina afirmou que a etimologia da palavra "cholo" ou "xolo" viria do Nahuatl e significaria 'escravo, criado ou garçom', significados próximos a o tratamento que os espanhóis tiveram para com os colonos ameríndios. 
Segundo alguns historiadores, a palavra "cholo" proviria de uma palavra originária da Mochica, língua nativa da costa noroeste do Peru: cholu ('menino, jovem'). Segundo a historiadora peruana María Rostworowski, os primeiros conquistadores espanhóis entraram no Peru pela costa norte, onde «[encontraram pela primeira vez os Moches, que em sua língua têm a palavra "cholu", que significa menino]. Por chamarem os meninos eles usava cholu e daí mudou para cholo». Por esse motivo, foi registrado como um mochiquismo precoce do espanhol, com o significado de 'menino ou menina de origem indígena'. Sobre Áncash você ainda pode ouvir a frase em quíchua allish cholu, que significa 'bom jovem' ou 'bom homem'.
O estudioso Bouysse Cassagne vê a origem do termo na língua aimará, na palavra chhullu, que designa o produto da mistura de animais de diferentes raças. O cronista Felipe Guamán Poma de Ayala em sua Nueva crónica y buen gobierno indica que Chola é a índia que rompeu a ordem hierárquica de seu grupo racial, tornando-se menor. 
Durante a era do vice-reinado na América Latina, «cholo» se espalhou com o significado de 'mestiço', pessoa descendente da mistura de traços europeus com caucasianos (geralmente espanhóis) com os habitantes originais do continente (ou indígenas ameríndios). A definição fiscal do vice-reinado espanhol designava como "cholo" aquele indivíduo que, sendo uma mistura de mestiço e índio, possuía apenas um quarto de ascendência espanhola ou branca. 

## Caráter individual ou de grupo
Em certas localidades ou contextos, a palavra cholo pode ter uma conotação psicológica ou individual, porém seu uso mais comumente tem uma conotação sociológica, ou seja, reflete comportamentos de grupo, que por sua vez, expressam idiossincrasia ou estados de espírito coletivo, ao invés de papéis individuais ou padrões dentro da estrutura social.
Os cholos (tribos urbanas) dão continuidade às manifestações dos setores chicano e mexicano (embora adquirindo características próprias) e em resposta ao ressentimento de classe que levou alguns desses grupos a se radicalizarem contra o sistema norte-americano.

## Geografia de uso contemporâneo

### América do Sul
O cerne do uso contemporâneo do termo ocorre nos países andinos, ou seja, aqueles que se encontram na cordilheira dos Andes. Dentro dessa área geográfica, seu significado e conotações particulares variam de acordo com a localização exata e o contexto em que ocorre.

#### Argentina
Na Argentina, o termo está relacionado a mestiços com alto nível de sangue indígena que também falam quíchua ou aimará. Os cholos vivem no norte do país nas províncias de Jujuy e Salta, embora na Argentina seja mais comum ouvir o termo chola, em alusão às mulheres do norte são suas roupas andinas típicas, a palavra cholo ou chola pode às vezes ter uma conotação depreciativa, depende de como é usado.

#### Bolívia

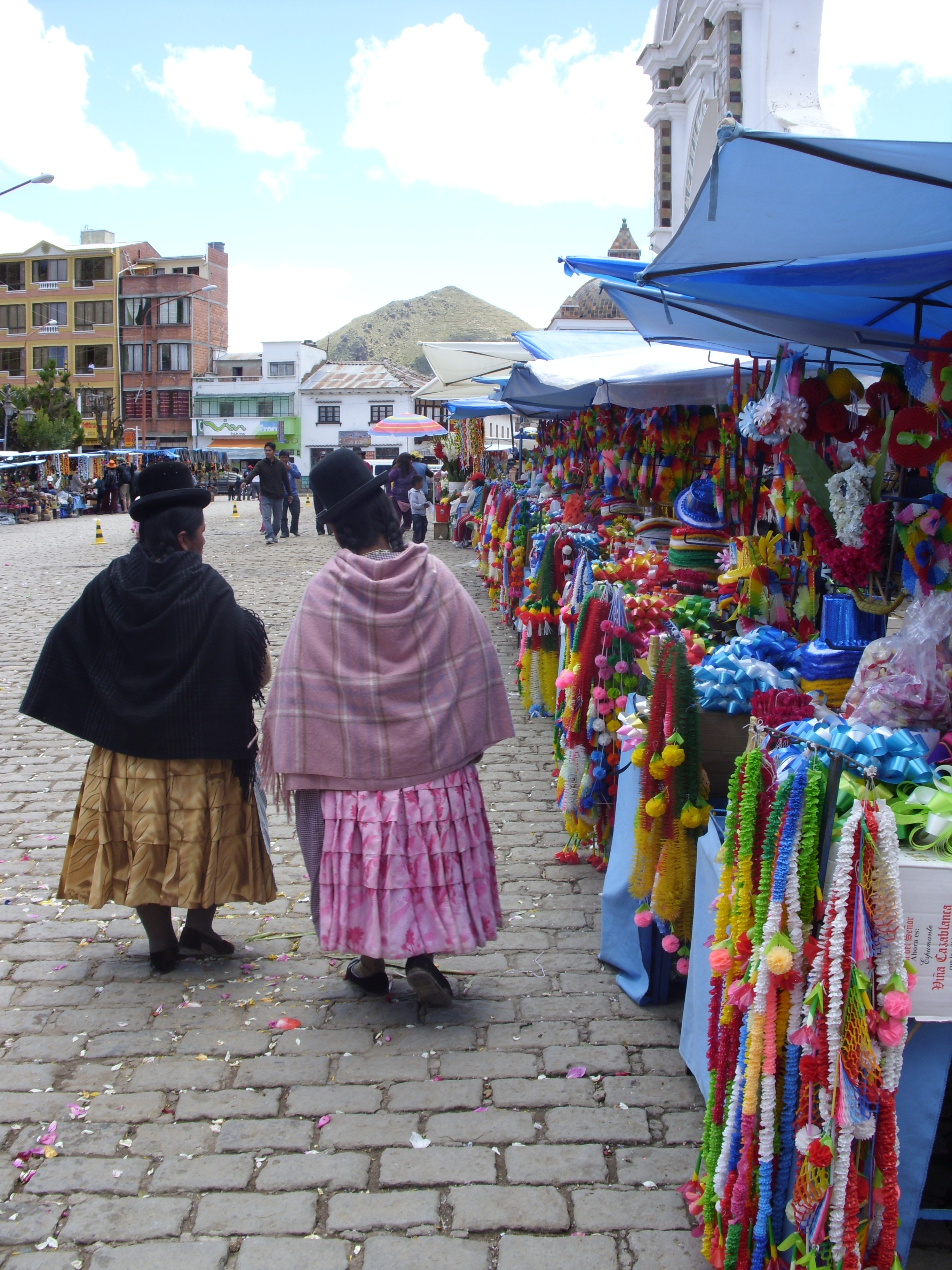
Duas mulheres bolivianas com roupas tradicionais de chola na cidade de Copacabana.

Na Bolívia, o termo é usado para se referir a habitantes urbanos com raízes indígenas nas terras altas. 
A palavra chola não tem a mesma intensidade pejorativa racista do termo cholo: a primeira palavra é muito comum para designar termos regionais, como chapéu "chola pacenha", vestido "chola chuquisaquenha" etc. Na linguagem popular, a palavra "chola" também é usada para se referir ao amante de um homem por uma mulher e o termo "cholero" é amplamente usado, que se refere a um mulherengo. 
Outro significado é aquele que se refere à pessoa que emigrou do campo para a cidade, que tenta adaptar ou emigrar seus costumes de origem à nova idiossincrasia urbana.
Como termo de auto-identificação, é frequentemente usado em sua forma feminina, e em seu significado masculino com caráter depreciativo. O uso dessas palavras em contextos de desqualificação é punível pela lei contra o racismo.

#### Chile
No Chile, a palavra "cholo, -a" é um termo depreciativo para designar alguém de ascendência ameríndia ou mestiço, e passou a ser generalizado para qualquer pessoa originária do Peru.

#### Colômbia
Na Colômbia, a palavra "cholo" é pouco usada. Às vezes, é usado para se referir a pessoas com características indígenas.

#### Equador

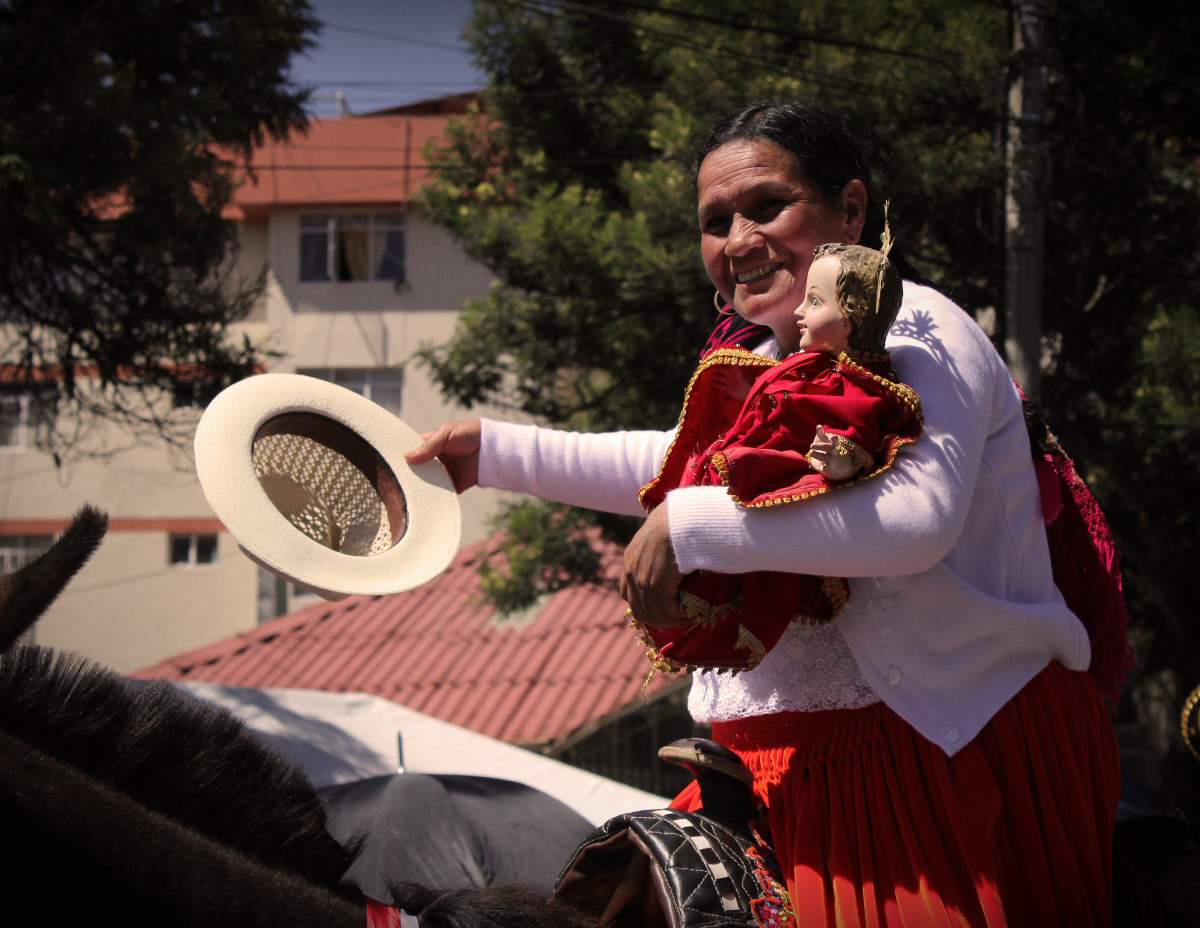
Chola cuencana com seu vestido típico nas ruas de Cuenca (Equador).

Em algumas regiões do planalto equatoriano, o termo "cholo" é usado para designar mestiços, especialmente aqueles que vivem em áreas rurais e se dedicam à agricultura. Na província de Azuay, cuja capital é Cuenca - uma das cidades mais importantes do país - é eleita anualmente "La Chola Cuencana", de entre as senhoras que representam cada freguesia. Esta eleição faz parte das festividades da independência da cidade e tem que ganhar quem mostrar o melhor conhecimento da cultura azuayana, beleza e charme. O traje de chola cuencana é finamente confeccionado e faz parte dele, o famoso chapéu de palha toquilla, conhecido internacionalmente, também conhecido como Chapéu Panamá.

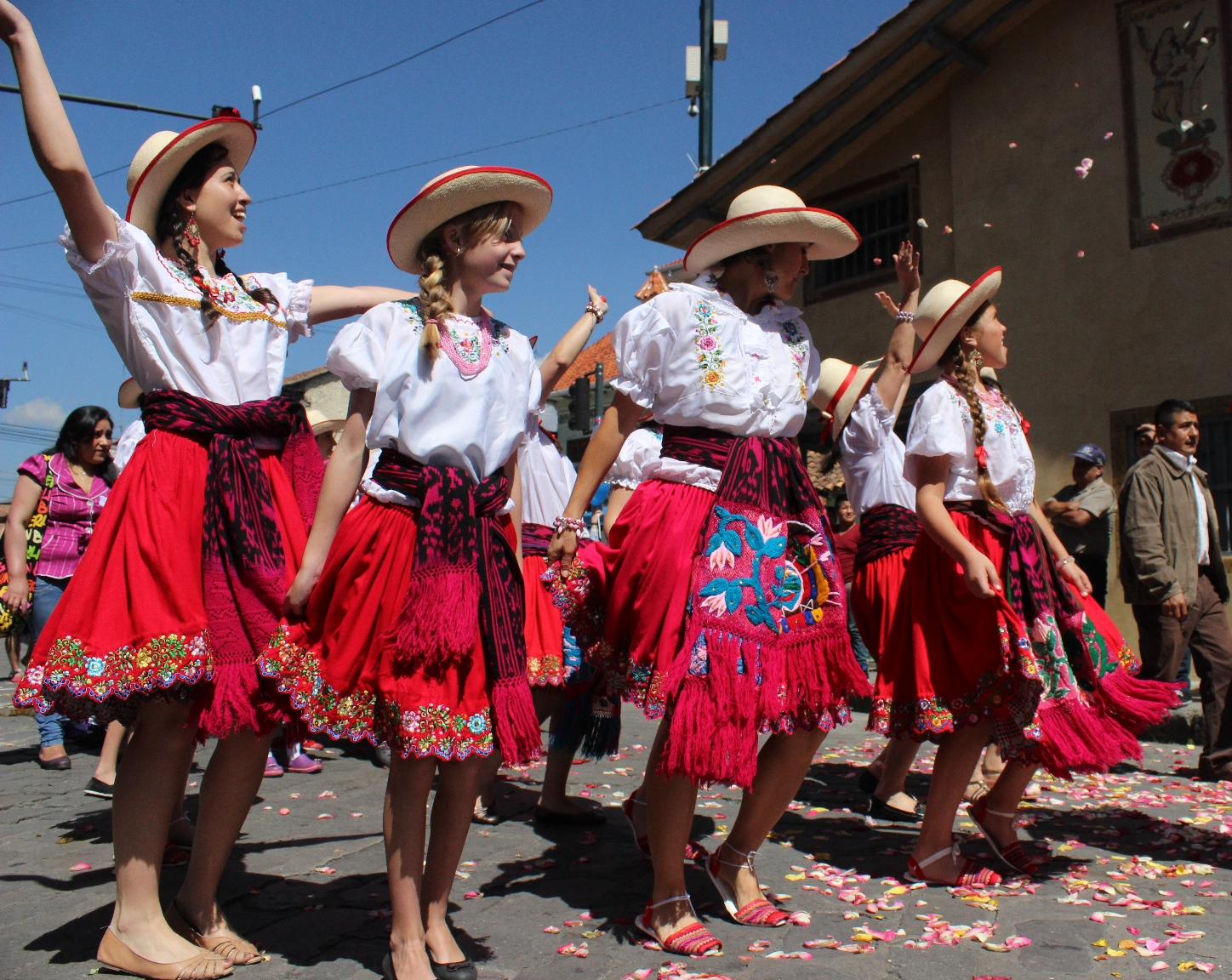
Jovens com o traje de chola cuencana durante o Pase del Niño Viajero em Cuenca

No entanto, em algumas outras regiões do Equador, o termo "cholo" tem uma conotação depreciativa, embora também seja usado simplesmente para especificar a raça de um grupo étnico na região costeira do sul do Equador. Em Guayaquil (região costeira), por exemplo, «cholo» é usado para designar os nativos da parte mais costeira do país (como Playas na província de Guayas ou os habitantes da província de Santa Elena) ou que parecem para ser baseado em sua fisionomia. Também é frequentemente usado para se referir a alguém que tem uma atitude vulgar, vestimenta inadequada, educação ruim, origem pobre, etc. e para aqueles que tentam subir posições sociais, mas que não conseguem esconder suas origens. A expressão "que cholo!" Isso implica que a pessoa em questão, mesmo que não seja de raça indígena, não possui os modos ou costumes típicos das camadas sociais mais altas.
Segundo o censo de 2010, existem 1.013.844 equatorianos que se identificam como indígenas (7% da população) e destes, 49,1% são do sexo masculino. Os dados de 2010 contrastam com os do censo de 2001, cujo percentual era de 6,83%, refletindo que os equatorianos perderam os preconceitos ligados à raça indígena e se sentem confortáveis em se identificar como tal. 

#### Peru
No Peru, o termo "cholo" ainda é usado com um tom fortemente discriminatório e racista; no entanto, é cada vez mais crescente se autodenominar "cholo" como um sinal de identidade nacional  e orgulho de ter sangue espanhol e índio (segundo fontes, a população peruana está dividida etnograficamente em: ameríndios: 45%, mestiços: 37% , brancos: 15%, negros e asiáticos: 3%;  embora outras fontes indiquem que seriam mestiços: 47%, indígenas: 32%, brancos: 18,5%, negros: 2% e asiáticos: 0, 5% ) Embora o uso do termo não possa ser considerado desprovido de qualquer conotação negativa, ele pode variar de muito limitado a gravemente degradante e depende muito do tom e do contexto, bem como de quem o está usando ou a quem se dirige. Nos últimos anos, tem aumentado o uso da palavra como forma afetiva entre as pessoas. [ carece de fontes? ] Embora existam pessoas que consideram esta palavra uma desculpa para não serem discriminados. Um exemplo disso é a frase: "Não me diga cholo porque somos todos cholos."
Nos departamentos de La Libertad, Lambayeque, Piura e Tumbes, os amigos são chamados de "cholo" em sinal de afeto. Nas montanhas dos departamentos de Áncash e La Libertad, a expressão quíchua allish cholu significa "bom jovem" ou "bom homem" há séculos. 

### América Central

#### Costa Rica
No Vale Central da Costa Rica, o termo tem conotação negativa, variando de acordo com o contexto em que a palavra "cholo" é utilizada. Geralmente é usado para descrever alguém ou algo fora do lugar ou irrelevante em uma situação específica. A expressão é usada como uma advertência social para descrever alguém pretensioso ou com uma atitude desafinada ( Mae, você não pode ser tão cholo). Com o tempo, o termo perdeu qualquer relevância para o aspecto étnico ou racial das pessoas e é mais usado como sinônimo de pólo., outra expressão costarriquenha que conota algo antiquado ou desalinhado. Entre as gerações de costarriquenhos nascidas após a década de 1980, a segregação e o racismo estão mais isolados, graças ao reconhecimento da grande diversidade étnica presente nesta nação centro-americana. Cholo também está associado a gangues presentes no Norte da América Central , México e Estados Unidos . No cenário musical alternativo da Costa Rica, os jovens, em sua maioria adolescentes, seguidores de bandas nórdicas/escandinavas, que usam capas de chuva pretas e de couro são chamados de cholo-metal no meio do trópico em que a Costa Rica está localizada.

#### Panamá
No Panamá, como na América do Sul, o termo se refere a pessoas de ascendência ameríndia que assimilaram ou estão em processo de assimilação da cultura "crioula", mas que ainda mantêm costumes rudes. Também se refere às características da etnia ameríndia (cabelo cholo, dorso cholo, rosto cholo, etc.). Dependendo do contexto em que se diga, pode ser um termo depreciativo (exemplo: se emborrachó como un cholo, así se enamoran los cholos) ou um elogio alusivo aos traços ameríndios de uma pessoa. No final do século XIX e primeiras décadas do século XX, os camponeses dos povos das zonas montanhosas do centro do país eram conhecidos como cholos, constituídos em sua maioria por indígenas ou mestiços, assimilados à cultura hispânica. No conjunto, foram chamados de "la cholada", que foi protagonista da Guerra dos Mil Dias, quando apoiou, sob a liderança de Victoriano Lorenzo, o lado liberal. 

### América do Norte

#### Estados Unidos
Atualmente, nos Estados Unidos, essa palavra tem uma conotação negativa e é usada para denotar uma pessoa, geralmente jovem, associada a gangues latinas e vestindo certas roupas, como calças muito largas, uma camiseta branca sob uma camisa muito bem passada com apenas botão de colarinho fechado, tênis ou tênis. Uma imagem, embora diferente e, portanto, desaprovada pela maioria das pessoas, relativamente ou muito nítida.
Os cholos nos Estados Unidos surgem (entre outras características) como resultado de várias lutas de identidade e representação coletiva (seguindo a tradição do pachuco) na sociedade norte-americana que lhes deu sentido e que até hoje os mantém na sociedade daquele país. e também no México, que busca atualmente outros mecanismos de subsistência que os mantenham dentro da comunidade.

#### México
Como nos Estados Unidos, é usado para designar os indivíduos - geralmente membros de gangues ou pertencentes a grupos criminosos - que falam espanglês. A forma como se vestem também os caracteriza, tomando características principalmente dos pachucos, bem como das manifestações culturais corporificadas em rabiscos ou grafites, nos quais expressam temas de seu cotidiano e de sua cultura. Nestes murais você pode ver figuras da história e da cultura nacional mexicana como a Virgem de Guadalupe, os astecas e líderes da Revolução Mexicana como Zapata e Villa, essa mesma expressão também é carregada no corpo em forma de tatuagens.